# Gary H. Gibbons
Gary H. Gibbons (Filadélfia) é um cardiologista estadunidense, atual diretor do National Heart, Lung, and Blood Institute.

## Vida
Gibbons nasceu em Filadélfia, o mais jovem de três filhos de pais professores secundários. Credita à sua mãe a inspiração para dedicar-se à saúde pública.  Graduado pela Universidade de Princeton em 1978 e Doutor em Medicina (M.D.) pela Harvard Medical School.

## Honrarias e prêmios
Em 2007 foi nomeado membro da Academia Nacional de Medicina dos Estados Unidos.